# 庄西町
庄西町（しょうせいまち）は、富山県射水市にある町名であり、地区（射水市庄西地区）。庄西町1丁目と庄西町2丁目から成る。郵便番号は934-0001。

## 地理
射水市と高岡市の境界に位置し、庄川の河口と小矢部川の河口に挟まれ、北部は富山湾に面する。射水市の他の地区とは庄川によって隔てられており、新庄川橋によって同市新湊地区（旧・新湊市の中心市街地）と繋がっている。
また、小矢部川の対岸は高岡市伏木地区で、南西部は高岡市吉久と隣接している。

## 歴史
この地域はかつて、「六渡寺」「中伏木」という地名で、古くは「伏木」の一部であったといわれている。江戸期には、加賀藩河北七浦の一つ「六渡寺湊」として知られ、北前船の寄港地として栄えた。

### 沿革
- 平安末期 - 文献に六渡寺の地名が見える。
- 1665年 - 射水郡中伏木村、六渡寺村、牧野村の三か村からの移住により、三ヶ新村が成立。
- 1889年4月1日 - 町村制施行により射水郡新湊町が成立。中伏木村、新湊六渡寺村、新湊三ヶ新村が新湊町の一部となる。
- 1900年から1912年 - 庄川の新しい河口の開削工事が行われ、新湊町のうち中伏木および六渡寺の一部、三ヶ新の一部が、新しい庄川の流域（現在の庄川河口）によって、町の他の地域と分断される。
- 1951年3月15日 新湊町が市制施行し、新湊市となる。
- 1968年10月1日 - 住居表示実施により、新湊市中心部のうち、庄川西岸の大字六渡寺、中伏木、三ヶ新の一部が大字『庄西町』となる。
- 2005年11月1日 - 新湊市と射水郡の全町村の合併により、射水市の一部となる。

## 世帯数と人口
2023年（平成30年）6月30日現在の世帯数と人口は以下の通りである。
| 丁目         | 世帯数  | 人口  |
| ------------ | ------- | ----- |
| 庄西町一丁目 | 243世帯 | 535人 |
| 庄西町二丁目 | 113世帯 | 267人 |
| 計           | 356世帯 | 802人 |

## 地域
地区内には「庄西コミュニティセンター」、「庄川緑地」、「勝誓寺」などが所在する。

### 交通

#### 鉄道路線
- 万葉線高岡軌道線・新湊港線（中伏木停留場、六渡寺駅）

### 教育
現在は地区内に小学校は無い。
かつては地区内に『射水市立中伏木小学校』があったが、少子化によって2010年廃校となり『射水市立新湊小学校』に統合された。
中学校、高等学校、大学などは存在しない。
小・中学校の学区
市立小・中学校に通う場合、学区は以下の通りとなる。
| 丁目         | 番・番地等 | 小学校             | 中学校             |
| ------------ | ---------- | ------------------ | ------------------ |
| 庄西町一丁目 | 全域       | 射水市立新湊小学校 | 射水市立新湊中学校 |
| 庄西町二丁目 | 全域       | 射水市立新湊小学校 | 射水市立新湊中学校 |